# 이지도르 필스
이지도르 알렉상드르 오귀스탱 필스(프랑스어: Isidore Alexandre Auguste Pils, 1815년 11월 7일~1875년 9월 3일)는 종교와 군사적 주제를 다룬 프랑스의 아카데믹 화가이다.

## 생애
필스는 군인 프랑수아 필스의 아들로 파리에서 태어났으며 12살 때 화가 기욤 기용레티에르 밑에서 4년간 그림을 배웠다.

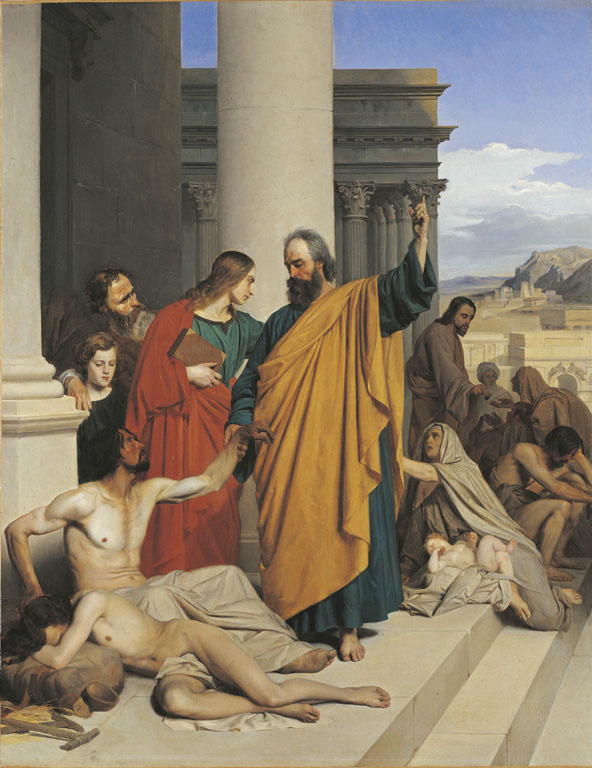
《성전 문에서 절름발이를 치유하는 성 베드로》(Saint Pierre guérissant un boiteux à la porte du Temple), 1838년

1831년에 그는 에콜 데 보자르의 학생이 되었고 프랑수아에두아르 피코 밑에서 공부했다. 그는 1838년에 역사화 작품인 《성전 문에서 절름발이를 치유하는 성 베드로》라는 작품으로 로마 대상에서 우승했다. 건강이 좋지 않았음에도 불구하고 필스는 빌라 메디치에 있는 로마 아카데미 드 프랑스에서 3년을 보냈다. 당시 빌라 메디치의 학장은 장오귀스트도미니크 앵그르였다. 필스는 이탈리아에 있는 동안 나폴리, 베니스, 피렌체를 방문하기도 했다.

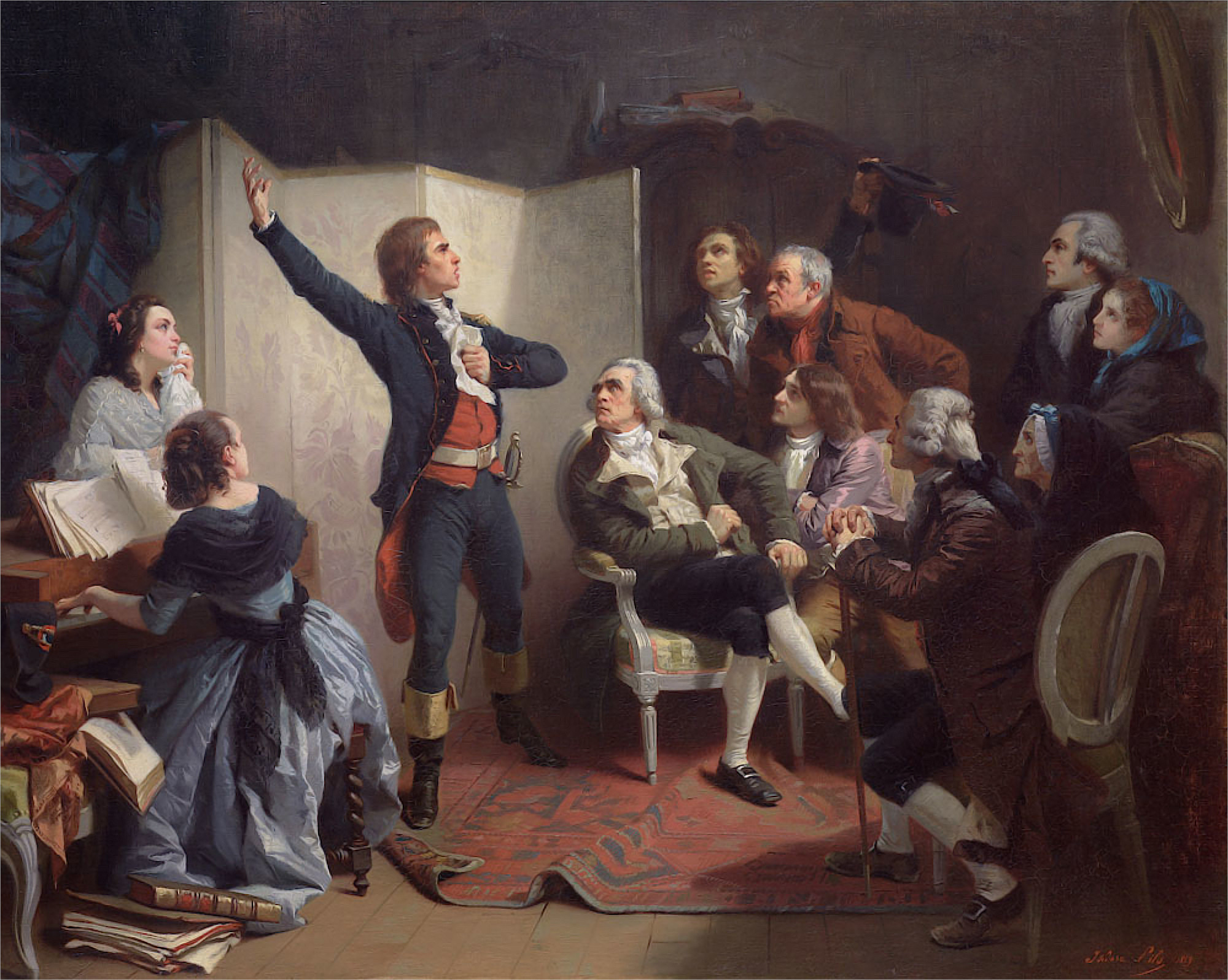
《라 마르세예즈를 부르는 루제 드 릴》, 1849년, 스트라스부르 역사박물관

필스는 초기에 종교적인 그림을 그렸다. 1849년 그는 그의 가장 유명한 작품인 《라 마르세예즈를 부르는 루제 드 릴》을 완성했는데, 이 작품은 현재 스트라스부르 역사박물관에 소장되어 있다. 크림반도를 통해 프랑스 군대와 함께 여행한 경험을 바탕으로, 그는 군사적이고 민족주의적인 주제를 작품에 담아냈다. 이후 1870년 보불 전쟁 당시 파리 포위 공격에서 많은 군사 장면을 그렸다.
필스는 1863년 에콜 데 보자르의 회화 교수로 임명되었지만 같은 해 알제리로 2년 동안 떠났다. 1868년 그는 프랑스 예술 아카데미의 14번째 의원으로 선출되었다. 그가 가르친 학생으로는 아드리앵 모로, 폴 아돌프 라종, 줄리앙 뒤프레, 뤽올리비에 메르송, 루도빅 피에트, 에두아르 조셉 단탄 및 라슬로 메드냔스키, Henry-Lionel Brioux 등이 있다.
필스는 파리 오페라 가르니에 궁전 현관의 큰 계단 천장 일부를 《올림푸스의 신들》, 《전차를 탄 아폴로》, 《조화의 승리》, 《오페라의 절정》이라는 제목의 네 개의 패널을 그렸는데, 이 작품은 그가 죽은 해에 완성되었다.
1875년 필스는 두아르느네에서 사망했으며 페르 라셰즈 묘지의 54 구역에 묻혔다.

## 작품

《누워있는 누드 여성 습작》, 1836년, 클리블랜드 미술관
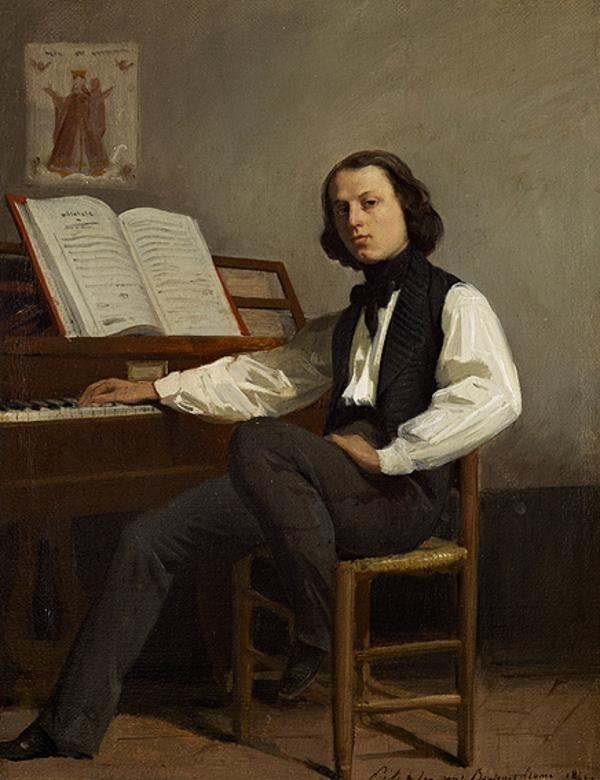
Georges Bousquet의 초상화, 1841년~1843년경, 스코틀랜드 국립 미술관
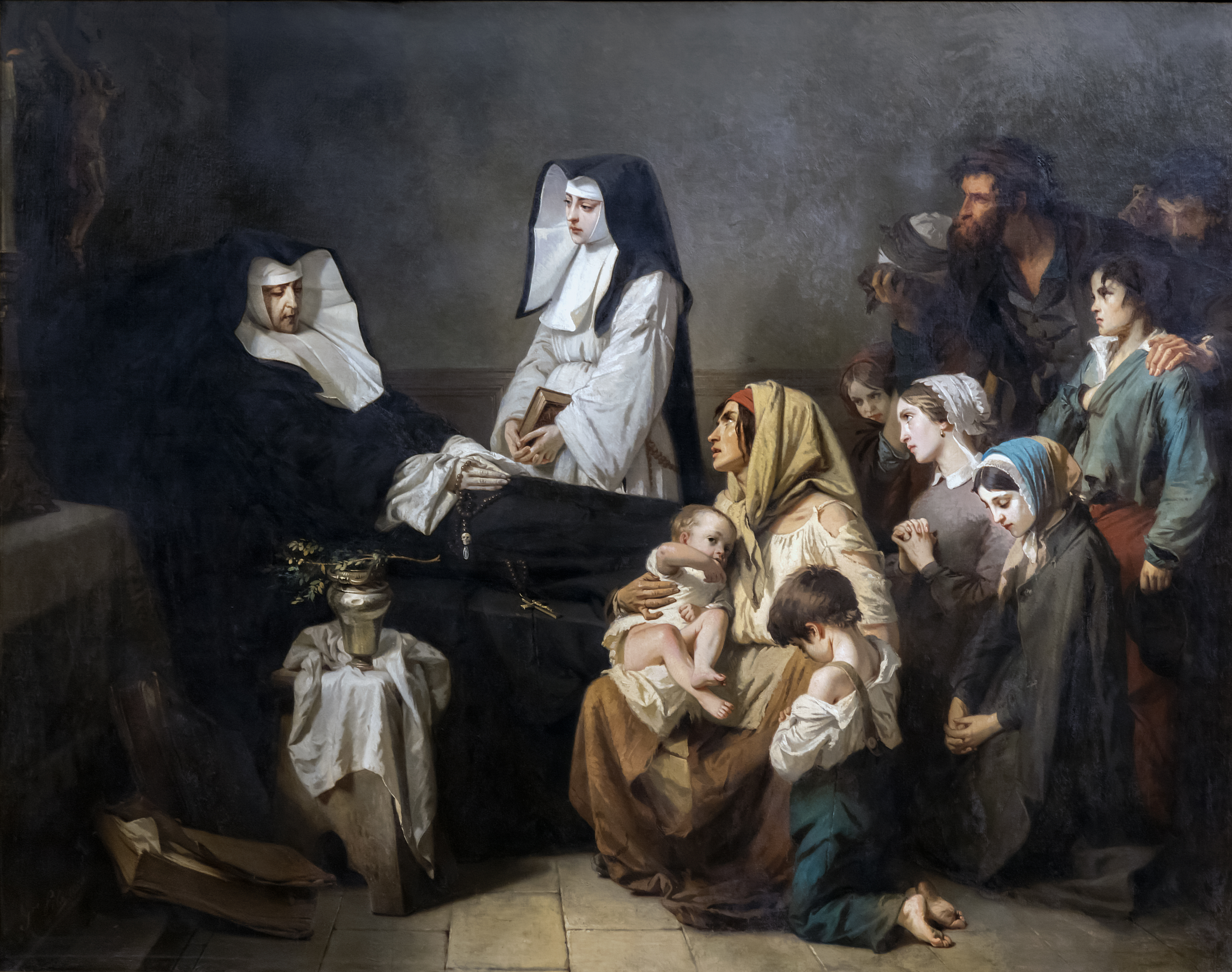
《자선 수녀의 죽음》, 1850년, 오귀스탱 미술관
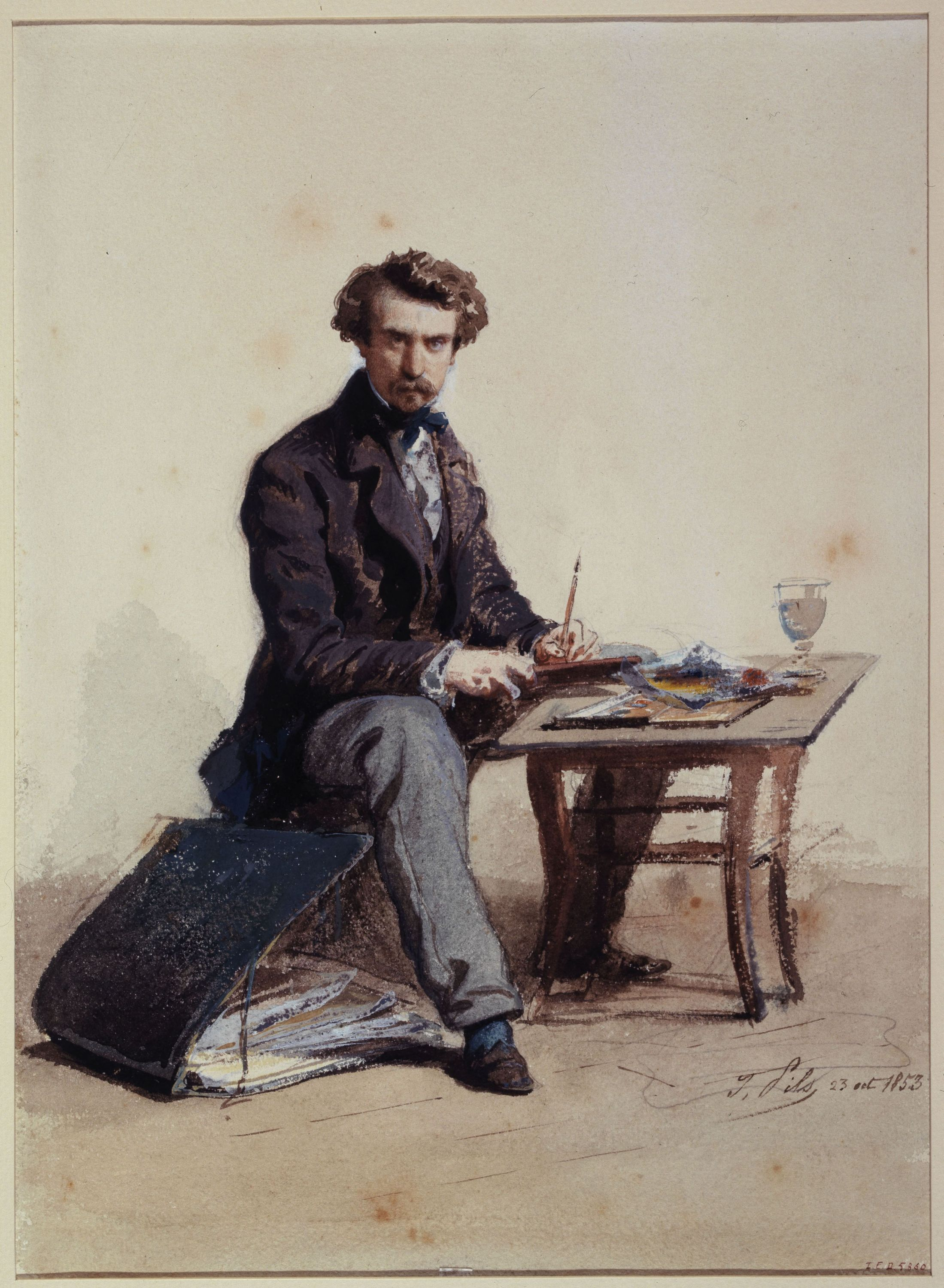
《화가의 초상》(Portrait de l'artiste), 자화상, 1853년 10월 23일, 카르나발레 박물관
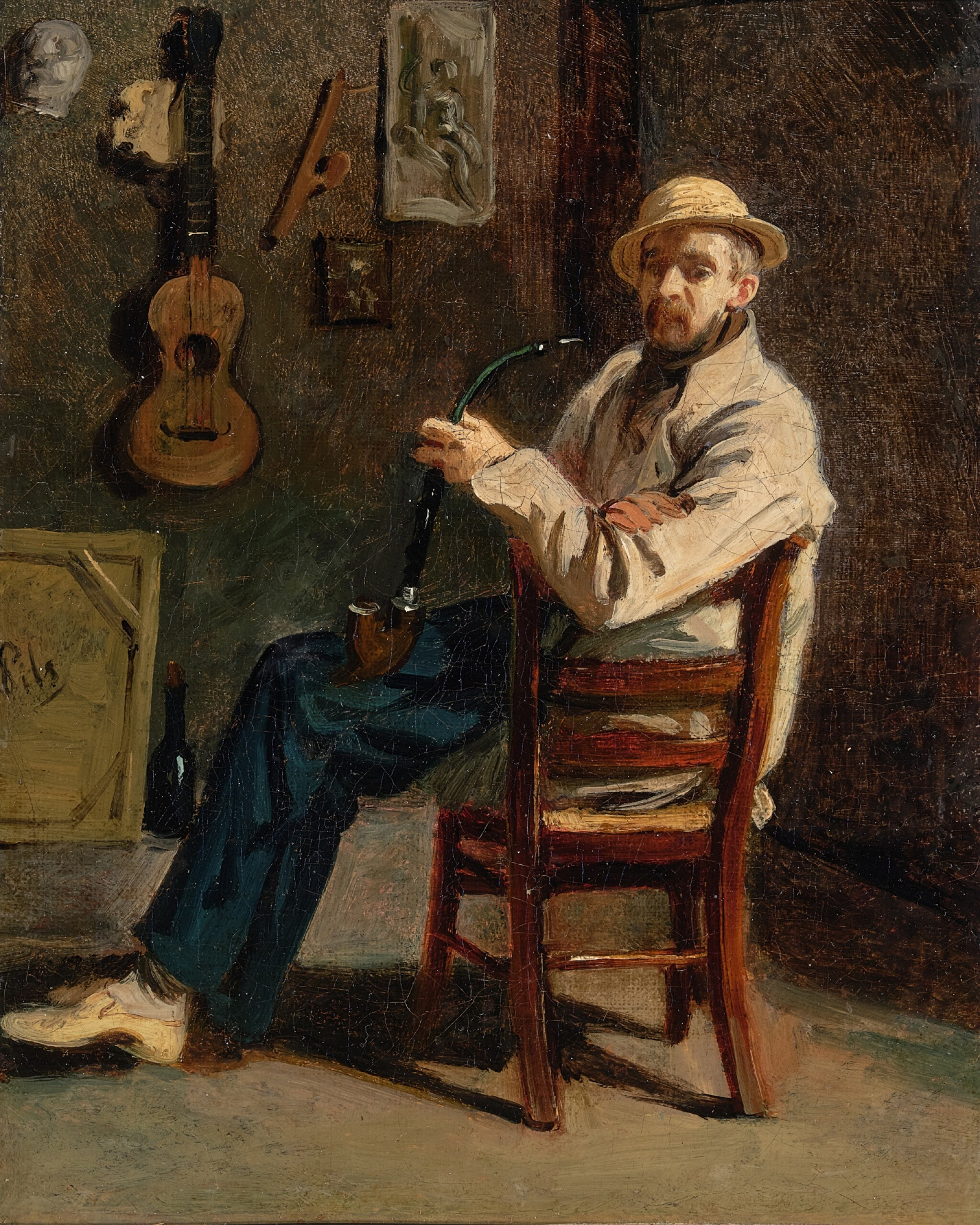
《자화상》
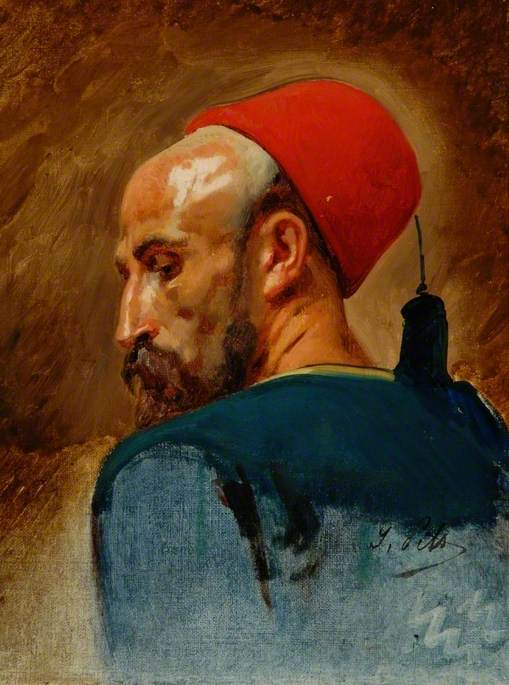
《페즈를 쓴 아랍인의 얼굴》, 1856년경, 보우스 박물관
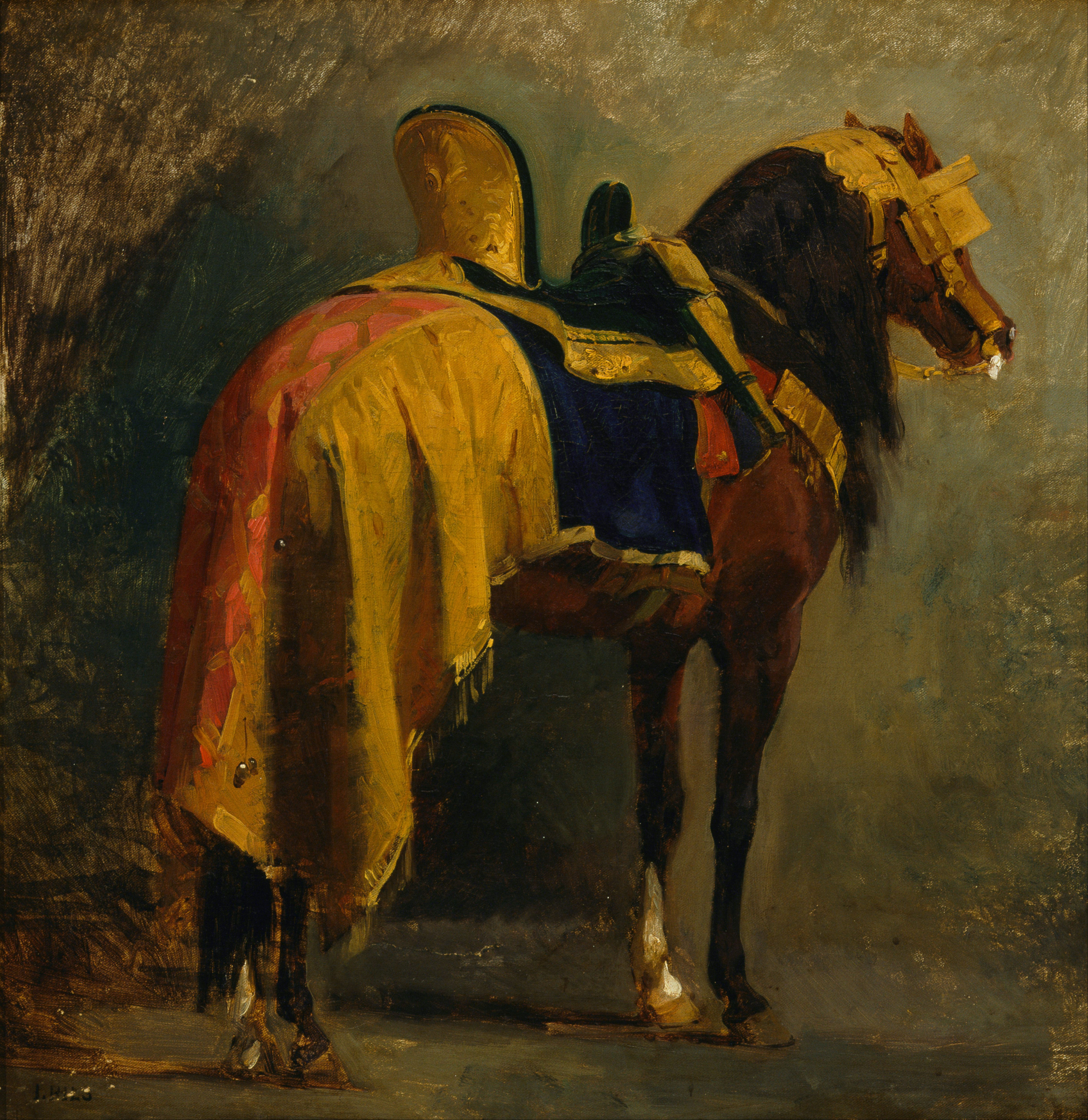
《장식용 천을 씌운 말》, 1860년경, 뉴사우스웨일스 주립 미술관
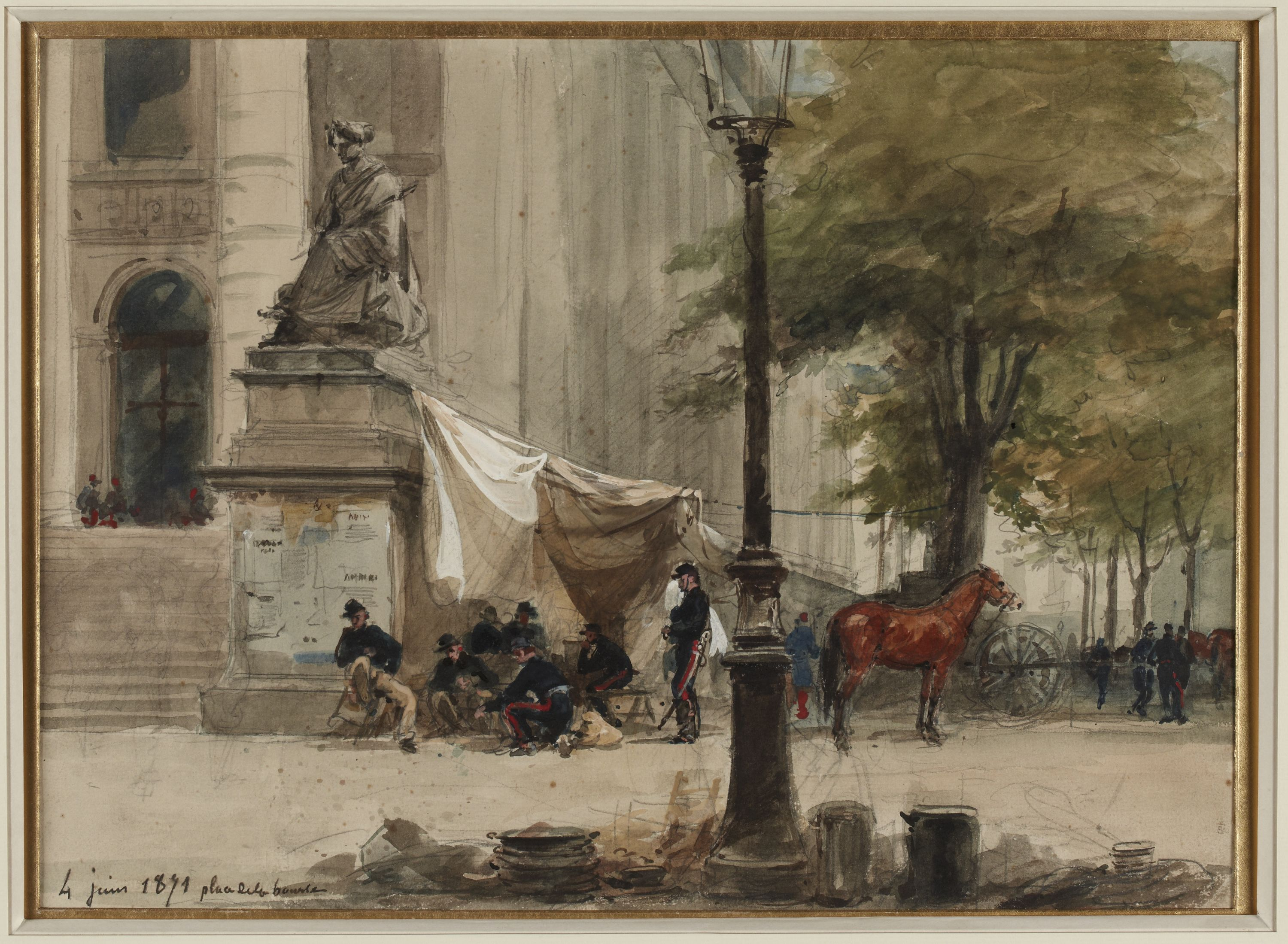
Campement d'artilleurs sur la place de la Bourse, 1871년 6월 4일